# Taiwanotrichia longicornis
Taiwanotrichia longicornis är en skalbaggsart som beskrevs av Kobayashi 1990. Taiwanotrichia longicornis ingår i släktet Taiwanotrichia och familjen Melolonthidae. Inga underarter finns listade i Catalogue of Life.